# Chrysopoloma albidiscalis
Chrysopoloma albidiscalis är en fjärilsart som beskrevs av George Francis Hampson 1910. Chrysopoloma albidiscalis ingår i släktet Chrysopoloma och familjen Chrysopolomidae. Inga underarter finns listade i Catalogue of Life.